# 1994 VN
1994 VN är en asteroid i huvudbältet som upptäcktes den 1 november 1994 av den japanska astronomen Takao Kobayashi vid Ōizumi-observatoriet.
Asteroiden har en diameter på ungefär 8 kilometer.